# Карреньо, Диего
Диего Альберто Карреньо Парада (исп. Diego Alberto Carreño Parada; род. 26 апреля 2002, San Francisco de Mostazal, О’Хиггинс) — чилийский футболист, вратарь клуба «О’Хиггинс».

## Клубная карьера
Карреньо — воспитанник клуба «О’Хиггинс». 22 октября 2022 года в матче против «Кобресаль» он дебютировал в чилийской Примере.

## Международная карьера
В 2019 году Карреньо в составе молодёжной сборной Чили принял участие в домашнем молодёжном чемпионате Южной Америки. На турнире он был запасным вратарём.
В том же году Диас принял участие в юношеском чемпионате мира в Индии. На турнире он был запасным вратарём.